# Manufacture d’Orgues Muhleisen

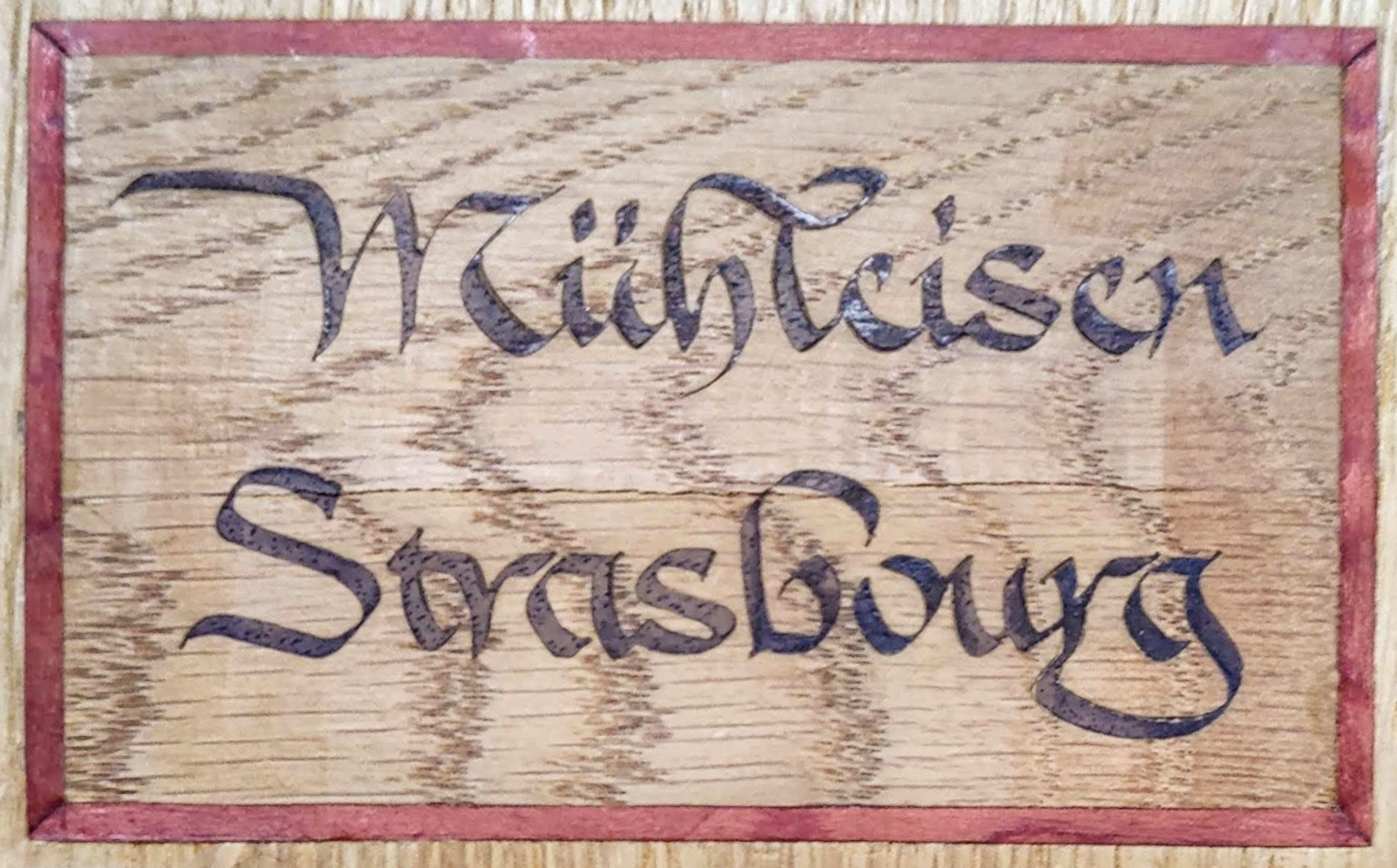
Firmenschild in Harsewinkel (2004)

Manufacture d’Orgues Muhleisen ist ein Orgelbauunternehmen, das im Jahr 1941 in Straßburg gegründet wurde.

## Geschichte
Ernest Mühleisen (* 26. März 1897 in Echterdingen; † 10. Dezember 1981 in Straßburg) erlernte den Orgelbau bei Orgelbau Friedrich Weigle und bei Edmond Alexandre Roethinger (1866–1953). Sein Bruder Gotthold Mühleisen war Betriebsleiter bei Weigle. 1941 begründete Ernest in Straßburg das Familienunternehmen „Manufacture d’Orgues Muhleisen“. Das Elsass war von 1940 bis 1945 von Deutschland annektiert. Im Folgejahr stellte Mühleisen seinen Schwager Alfred Kern ein und restaurierte unter anderem historische Orgeln von Andreas Silbermann, bis sich Kern 1953 mit einem eigenen Unternehmen Alfred Kern & fils selbstständig machte. Georges Emile Walther (* 1929; † 29. Juli 2019) war seit 1948 Mitarbeiter, baute moderne Prospekte und entwickelte Trakturen aus Aluminium. Von 1970 bis 2005 war André Schaerer für die Intonation zuständig. Ernest Mühleisens Enkel Georges F. Walther (* 1954) leitete den Betrieb seit 1980. Ab 1988 hat Jean-Christophe Debely die Intonationsarbeiten mit André Schaerer geteilt. Das Unternehmen wird seit 2008 von Patrick Armand geführt.
Bis zum Jahr 2008 wurde über 140 Instrumente restauriert oder renoviert und über 220 Orgelneubauten geschaffen. Im Jahr 2016 hatte die Firma etwa sechzehn Mitarbeiter.
Die Firma arbeitet mit der Chambre des Métiers d'Alsace Eschau (Handwerkskammer des Elsass in Eschau) zusammen bei der Ausbildung von Orgelbauern. Dies ist die einzige Ausbildungsstätte für Orgelbauer in Frankreich.
Konrad Mühleisen ist ein Neffe von Ernest Mühleisen, der ebenfalls bei Weigle arbeitete und 1986 das Unternehmen Orgelbau Mühleisen in Leonberg gründete.

## Werkliste (Auswahl)
| Jahr      | Opus | Ort                      | Kirche                             | Bild | Manuale | Register | Bemerkungen |
| --------- | ---- | ------------------------ | ---------------------------------- | ---- | ------- | -------- | --- |
| 1950      |      | Saargemünd               | Evangelische Kirche                |      | II/P    | 25       | → Orgel |
| 1952      | 4    | Straßburg                | Ste-Aurélie                        |      | III/P   | 53       | Restaurierung und Umbau der Orgel von Andreas Silbermann (1718)                                                                                    |
| 1955      |      | Marmoutier               | Kloster Marmoutier                 |      | III/P   | 28       | Restaurierung der Orgel von Andreas Silbermann (1707–1710)                                                                                         |
| 1968      | 63   | Andermatt                | Talkirche Ursern                   |      | II/P    | 7        | [ 8 ] [ 9 ] |
| 1970      | 85   | Aeugst am Albis          | Reformierte Kirche Aeugst am Albis |      | II/P    | 14       | Neubau |
| 1970      | 90   | Bülach                   | Reformierte Kirche Bülach          |      | III/P   | 36       | Neubau. Die Orgel wurde durch Adrien Maciet intoniert.                                                                                             |
| 1974      | 120  | Zürich                   | St. Peter                          |      | III/P   | 52       | [ 12 ] |
| 1974      | 124  | Freiburg im Breisgau     | Melanchthonkirche                  |      | II/P    | 18       | → Orgel |
| 1976–1977 | 151  | München                  | Abtei St. Bonifaz                  |      | III/P   | 51       | |
| 1977      | 152  | Glattfelden              | St. Josef                          |      | II/P    | 10       | op. 152 |
| 1979      | 157  | Saarbrücken-Herrensohr   | Kreuzkirche                        |      | II/P    | 17       | |
| 1979      |      | Gommersheim              | Protestantische Kirche             |      | II/P    | 15       | das Gehäuse der Vorgängerorgel von Walcker wurde in den Neubau integriert → Orgel                                                                  |
| 1980      | 165  | Stuttgart-West           | Hl. Bruder Klaus von Flüe          |      | II/P    | 20       | → Orgel |
| 1980      | 184  | Elversberg               | Evangelische Kirche                |      | II/P    | 19       | unter Einbeziehung von Registern der Vorgängerorgel von Oberlinger (1890)                                                                          |
| 1981      |      | Hameln                   | Marktkirche (Hameln)               |      |         |          | Truhenorgel |
| 1983      | 173  | Paris                    | Ev.-luth. Kirche Les Billettes     |      | III/P   | 29       | |
| 1987      | 182  | Poing                    | St. Michael                        |      | III/P   | 43       | → Orgel |
| 1988      | 186  | Backnang                 | St. Johannes                       |      | III/P   | 35 (43)  | HW/RP: klassisch-französisch, Recit: frz.-romantisch. Acht von elf Pedalregistern sind Transmissionen, die über Wechselschleifen konstruiert sind. |
| 1994      | 202  | Marienberghausen         | Evang. Kirche                      |      | II/P    | 14 (18)  | mechanische Traktur, angehängtes Pedal; alle Pedalregister sind Transmissionen                                                                     |
| 2000      | 211  | Bad Gandersheim          | Stift Gandersheim                  |      | III/P   | 42       | |
| 2000      | 212  | Bergen (Landkreis Celle) | St.-Lamberti-Kirche (Bergen)       |      | III/P   | 34       | Prospekt in barocker Tradition, Gehäuse von 1828                                                                                                   |
| 2002      |      | Münster                  | Johanneskapelle                    |      | II/P    | 17       | |
| 2004      | 221  | Harsewinkel              | St. Paulus                         |      | III/P   | 35       | im französisch-romantischen Stil |
| 2010–2012 |      | Marienmünster            | Abtei Marienmünster                |      | III/P   | 44       | Restaurierung der Orgel von Johann Patroclus Möller (1736–1738)                                                                                    |
| 2015      |      | La Rochelle              | Saint-Sauveur                      |      | III/P   | 38       | Neubau im historischen Gehäuse von Simon-Pierre Miocque (1780)                                                                                     |
| 2020      |      | Amiens                   | Kathedrale von Amiens              |      | III/P   | 57       | Restaurierung der Cavaillé-Coll/Roethinger Orgel                                                                                                   |
| 2020      |      | Köln-Junkersdorf         | Dietrich-Bonhoeffer-Kirche         |      | II/P    | 18       | Neubau |
| 2020      |      | Strasbourg               | Straßburger Münster                |      | III/P   | 24       | Überholung und Modernisierung der Chor-Orgel von Merklin (1875) / König (1976) / Kern (1981)                                                       |
| 2021      |      | Vladikavkaz              | Konzertsaal                        |      | II/P    | 25       | Neubau |
| 2021–2025 |      | Chartres                 | Kathedrale von Chartres            |      | IV/P    |          | zusammen mit Olivier Chevron und Bertrand Cattiaux Orgelneubau im historischen Gehäuse (1546)                                                      |